# Benitagla
Benitagla – gmina w Hiszpanii, w prowincji Almería, w Andaluzji, o powierzchni 6,46 km². W 2011 roku gmina liczyła 78 mieszkańców.